# Antonio Fluvian de la Riviere

Antonio Fluvian de la Riviere
Kupferstich um 1725

Großmeisterwappen von Antonio Fluvian de la Riviere

Antonio Fluvian de la Riviere, auch Antonius Fluvianus, Antonius Ripanus, Anthonius Fluviani, Antonio de Fluviá, († 29. Oktober 1437) war ein aragonesischer Adliger und von 1421 bis zu seinem Tod der 35. Großmeister des Johanniterordens auf Rhodos.
Er stammte aus Guissona in der Grafschaft Urgell, seine Familie ist nach dem Fluss Fluvià benannt. 1413 unterstützte er den Grafen Jakob II. von Urgell bei dessen Aufstand gegen Ferdinand I. von Aragon, der im Kompromiss von Caspe 1412 anstelle von Jakob zum König von Aragon bestimmt worden war. Nachdem der Aufstand gescheitert war, verließ er das Land und trat dem Johanniterorden auf Rhodos bei, dem bereits einige seiner Verwandten angehörten. 
Er wurde 1421 zum Nachfolger des verstorbenen Großmeisters Philibert de Naillac gewählt. Er ließ die Befestigungsanlagen von Rhodos verstärken und förderte die Piraterie gegen die ägyptischen Mamluken. Er unterstützte auch König Janus von Zypern im Kampf gegen die Mamluken, bis dieser nach empfindlichen Niederlagen 1427 den Kampf einstellen musste.
Er führte das gleiche Wappen wie einst Fra’ Bertrand de Thessy.